# Hiletaksar
Hiletaksar – gaun wikas samiti w zachodniej części Nepalu w strefie Gandaki w dystrykcie Lamjung. Według nepalskiego spisu powszechnego z 2001 roku liczył on 402 gospodarstw domowych i 2056 mieszkańców (1108 kobiet i 948 mężczyzn).